# 집단역학

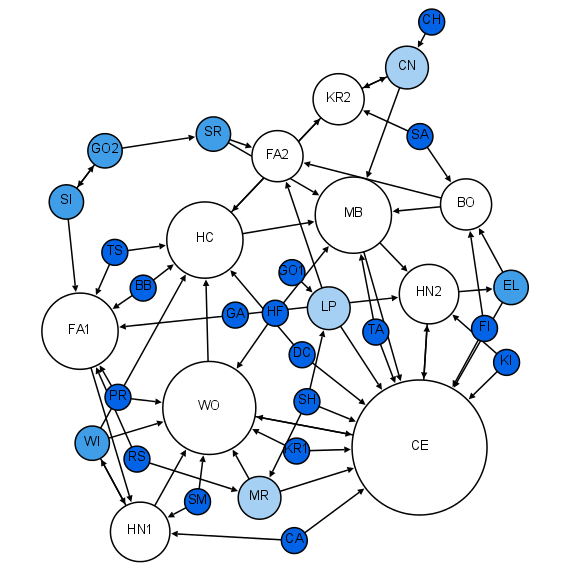

집단역학(集團力學, 영어: group dynamics)은 사회 집단 내에서, 또는 사회 집단 간에 발생하는 행동 및 심리적 과정의 체계를 말한다.
집단구조를 고정된 제요소의 복합체로서 보는 일반적인 사고방식과는 달리 그것을 하나의 힘(力)의 장(場)으로서 보는 입장이 있다. 이것이 집단역학(group dynamics)인데 그 이론적 기초를 구축한 사람이 사회심리학자 레빈(Lewin)이다. 그는 집단을 한 개의 고정된 조직으로 보는 견해를 물리치고 그것을 개인적·사회적·문화적인 여러 가지 힘에 의해 합성된 힘의 장으로 생각하여 그 균형과 변화의 법칙을 실험을 통해서 실증하고 이론화하는 노력을 계속해왔다. 이 장(場)의 이론에 입각한 집단현상의 법칙적인 이해가 집단역학의 특징이다. 집단역학에서는 분석의 초점이 (1) 집단생활의 어떤 상태를 유지시키고 있는 힘의 종류와 방향은 어떤 것인가, (2) 집단 내부의 어떤 운동(힘의 변화)이 어떤 변화를 가져올 가능성이 있는가, (3) 집단의 변화에 대해서 저항을 나타내는 힘의 성질은 어떤 것인가 하는 세 가지 점에 집약된다. 집단역학에서는 집단구조라는 개념이 사실상 무의미하며 변화의 가능성을 지닌 여러 가지 힘이 일정한 밸런스를 유지하고 있는 상태를 가리키는 것에 불과하다고 생각되고 있다.

## 같이 보기
- 협업
- 진행촉진자
- 사회심리학
- 팀 효율성